# Gmünd (district)
Bezirk Gmünd  is een politiek district in de Oostenrijkse deelstaat Neder-Oostenrijk. Het ligt in het noordoosten van het land en grenst aan Tsjechië. Het district bestaat uit een aantal gemeenten, die hieronder zijn opgesomd.

## Gemeenten en bijbehorende plaatsen
- Amaliendorf-Aalfang
  - Aalfang, Amaliendorf, Falkendorf,
- Bad Großpertholz
  - Abschlag, Angelbach, Bad Großpertholz, Hirschenstein, Karlstift, Mühlbach, Reichenau am Freiwald, Scheiben, Seifritz, Steinbach, Watzmanns, Weikertschlag
- Brand-Nagelberg
  - Alt-Nagelberg, Brand, Finsternau, Neu-Nagelberg, Steinbach
- Eggern
  - Eggern, Reinberg-Heidenreichstein, Reinberg-Litschau
- Eisgarn
  - Eisgarn, Groß-Radischen, Klein-Radischen, Wielings
- Gmünd
  - Breitensee, Eibenstein, Gmünd, Grillenstein
- Großdietmanns
  - Dietmanns, Ehrendorf, Eichberg, Höhenberg, Hörmanns bei Weitra, Reinpolz, Unterlembach,Wielands
- Großschönau
  - Engelstein, Friedreichs, Großotten, Großschönau, Harmannstein, Hirschenhof, Mistelbach, Rothfarn, Schroffen, Thaures, Wachtberg, Wörnharts, Zweres
- Haugschlag
  - Griesbach, Haugschlag, Rottal, Türnau
- Heidenreichstein
  - Altmanns, Dietweis, Eberweis, Guttenbrunn, Haslau, Heidenreichstein, Kleinpertholz, Motten, Seyfrieds, Thaures, Wielandsberg, Wolfsegg
- Hirschbach
  - Hirschbach, Stölzles
- Hoheneich
  - Hoheneich, Nondorf
- Kirchberg am Walde
  - Fromberg, Hollenstein, Kirchberg am Walde, Süßenbach, Ullrichs, Weißenalbern
- Litschau
  - Gopprechts, Hörmanns bei Litschau, Josefsthal, Litschau, Loimanns, Reichenbach, Reitzenschlag, Saaß, Schandachen, Schlag, Schönau bei Litschau
- Moorbad Harbach
  - Harbach, Hirschenwies, Lauterbach, Maißen, Schwarzau, Wultschau
- Reingers
  - Grametten, Hirschenschlag, Illmanns, Leopoldsdorf, Reingers
- Schrems
  - Anderlfabrik, Ehrenhöbarten, Gebharts, Kiensaß, Kleedorf, Kottinghörmanns, Kurzschwarza, Langegg, Langschwarza, Neulangegg, Neuniederschrems, Niederschrems, Pürbach, Schrems
- St. Martin
  - Anger, Breitenberg, Harmanschlag, Joachimstal, Langfeld, Maißen, Oberlainsitz, Reitgraben, Rörndlwies, Roßbruck, Schöllbüchl, Schützenberg, St. Martin, Zeil
- Unserfrau-Altweitra
  - Altweitra, Heinrichs bei Weitra, Ober-Lembach, Pyhrabruck, Schagges, Ulrichs, Unserfrau
- Waldenstein
  - Albrechts, Groß-Höbarten, Groß-Neusiedl, Grünbach, Klein-Ruprechts, Waldenstein, Zehenthöf
- Weitra
  - Großwolfgers, Oberbrühl, Oberwindhag, Reinprechts, Spital, St. Wolfgang, Sulz, Tiefenbach, Unterbrühl, Walterschlag, Weitra, Wetzles